# USB Mass Storage
 (avril 2024).
Si vous disposez d'ouvrages ou d'articles de référence ou si vous connaissez des sites web de qualité traitant du thème abordé ici, merci de compléter l'article en donnant les références utiles à sa vérifiabilité et en les liant à la section « Notes et références ».

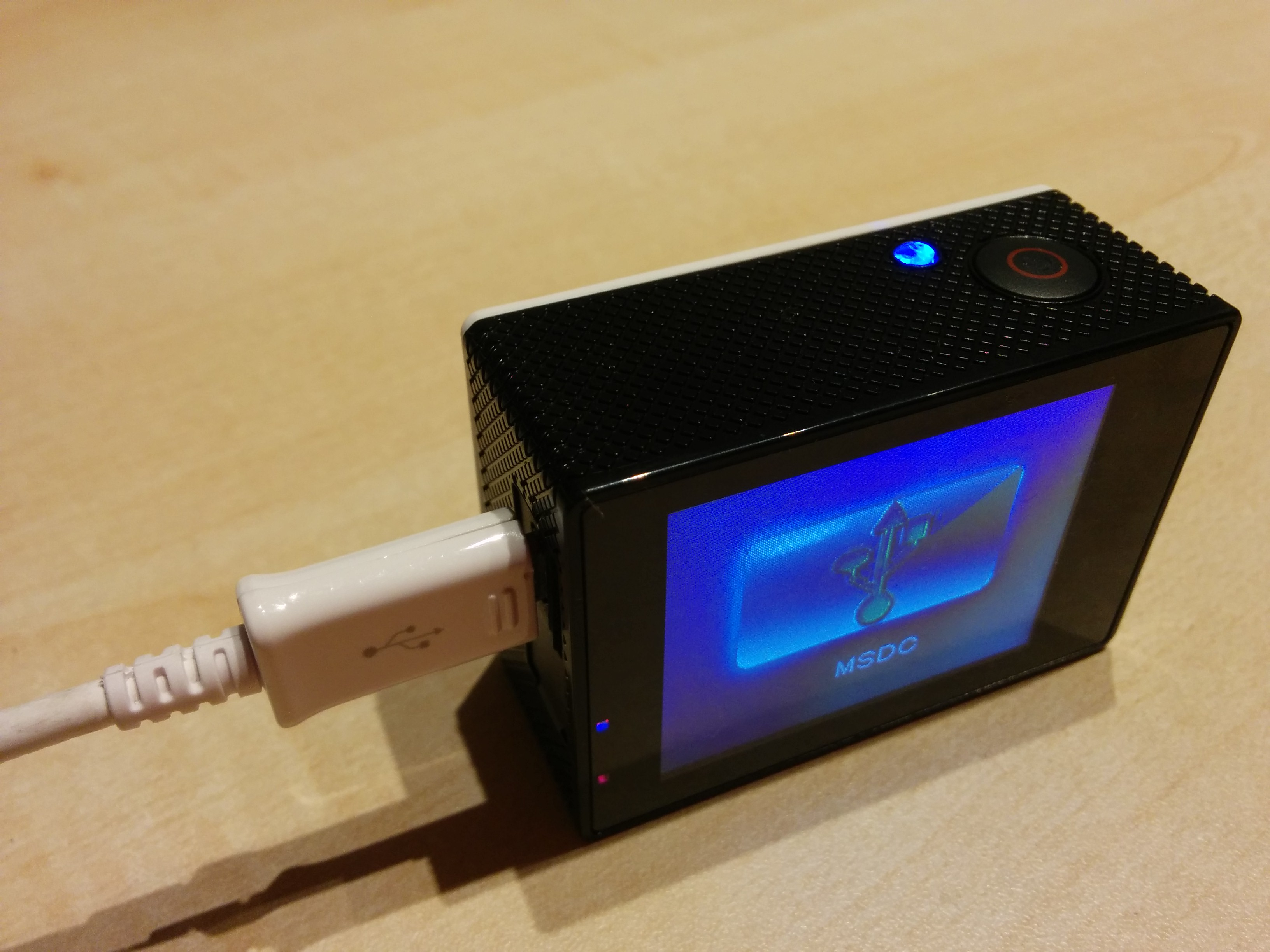
Caméra connectée en USB Mass Storage à un ordinateur

L'USB Mass Storage, UMS ou USB MSC, est un protocole utilisé pour permettre à un ordinateur de communiquer avec une grande variété d'appareils électroniques comme des appareils photos numériques, des clefs USB, ou des baladeurs, via un bus USB. Il permet à l'ordinateur et au périphérique connecté d'échanger des données.
L'appareil apparait en général à l'utilisateur comme un disque dur externe, permettant l'échange de fichiers par glisser-déposer.